# Francisco Pablo Icaza Paredes
 Francisco Pablo Icaza Paredes  (Guayaquil, 30 de junio de 1822  - Ibídem, 31 de enero de 1885) fue un abogado y político ecuatoriano.

## Biografía
Fue un político y comerciante hijo del político Francisco de Paula Ycaza Silva y de doña Isabel Paredes y Olmedo ambos guayaquileños. Realizó sus estudios en el Colegio Seminario de su ciudad natal. Recién cumplidos los 17 años, fue enviado a París, Francia, en el colegio de artes industriales y comercio donde permaneció acrecentando sus conocimientos desde 1839 y hasta 1841. Regresó a Guayaquil para dedicarse al comercio en 1843. Sin embargo, sus ocupaciones comerciales no fueron obstáculo para que pudiera desarrollar otra actividad por la que sentía verdadera vocación: El periodismo, que ejerció hasta el año 1849 como redactor principal del periódico La Prensa, donde puso de manifiesto su seriedad, discreción, energía y delicado tino. Fue miembro fundador de la “Sociedad Filantrópica” en 1849.
Fue entonces llamado a ocupar la Gobernación del Guayas, cargo en el que actuó hasta que estalló la revolución del 21 de febrero de 1850. En que el general José María Urbina Viteri desconoció el gobierno de Manuel Ascázubi Matheu y proclamó con el apoyo irrestricto de sus batallones la jefatura suprema de Diego Noboa Arteta. Icaza fue detenido, pero su arresto lo cumplió en su domicilio, pues gozaba de gran prestigio y consideraciones de toda la ciudadanía. Esta fue la causa que lo impulsó a abandonar su país, trasladándose a Chile en 1850.
Tras visitar algunas ciudades de Chile, se estableció en la villa de Copiapó, donde tuvo la necesidad de conseguir trabajo para su subsistencia, le fue fácil encontrar trabajo en una de las oficinas de las mil empresas mineras que pululaban por aquel entonces en aquella comarca. Durante el año que estuvo ausente, la política del Ecuador había sufrido rudos choques y trascendentales cambios. Así que a su regreso el gobierno del general José María Urbina Viteri hallándose dispuesto a servirlo lo nombró Subsecretario del Ministerio General de la Jefatura Suprema en 1851. En 1851 el prócer José Villamil Joly influyó en Icaza para que solicitara en el Congreso la liberación de los esclavos. Llevado el asunto a la Cámara de Diputados, empezó la oposición.
Reunida en Guayaquil la Convención desde el 17 de junio hasta el 2 de octubre de 1852, y hallándose Icaza en calidad de Diputado por la provincia del Guayas, expresó con palabras sencillas y elocuentes, defendiendo con calor la libertad de los esclavos. Esto motivo a la reforma de la constitución y siendo aprobada el 25 de julio de 1852 por el presidente José María Urbina Viteri y firmada por José Villamil Joly y su padre Francisco de Paula Icaza Silva quien tenía el cargo de Oficial Mayor.
En septiembre de 1852 partió integrando la Misión Diplomática Ecuatoriana ante el gobierno del Perú. A su regreso al Ecuador asistió nuevamente como diputado por el Guayas al Congreso Ordinario que se reunió en Quito del 16 de septiembre al 24 de noviembre de 1855. Se casó con María Bolivia Villamil Garaicoa hija del prócer de octubre Gral. José Villamil Joly. El Presidente de la República, el general José María Urbina Viteri, nombró a Icaza Ministro Secretario de Estado en el Despacho de Hacienda, cargo que dejó ocasionalmente en 1856 por haber sido nombrado Ministro Plenipotenciario ante el gobierno de los Estados Unidos, para resolver los asuntos relacionados con los derechos sobre el mar territorial ecuatoriano.
Icaza como Ministro de Finanzas de José María Urbina Viteri, manifestó, en términos típicamente liberales, las razones del Gobierno para terminar con la contribución. El veía al tradicional impuesto como a una “bárbara” herencia de los tiempos antiguos.
Al año siguiente, en el gobierno del general Francisco Robles lo comisionó para arreglar diferentes cuestiones crediticias con la Gran Bretaña, para lo cual firmó el 21 de septiembre de 1857, con el Encargado de Negocios de Inglaterra, el Sr. George S. Pritchett, el Contrato Icaza-Pritchett. En la legislatura de 1857 Icaza en calidad de Ministro de Hacienda acudió por la defensa de los indios, quien demostró que, a pesar de grandes contradicciones, no se alteraría en nada el orden rentístico de la República por la falta del tributo de los indios y que faltaran o no faltaran rentas, y se empeorara o no el sistema de nuestra escasa hacienda, estas no eran razones con que se podía sostener una ignominia impuesta por el derecho de antiguos conquistadores.
Los diversos proyectos que Icaza había propuesto, por enemistad de partidos a su presentación en distintos congresos, eran rechazados, pero fueron más tarde, a propuesta de otros, leyes de la República. Por esa misma enemistad de partidos no se le prestó atención cuando en 1857, estando el cambio mercantil sobre Europa a la par, se dirigió al congreso solicitando la conversión de la moneda al sistema decimal, y el arreglo de la deuda exterior.
Colocado Gabriel García Moreno en la Presidencia de la República el 1 de mayo de 1859, Icaza decidió por retirarse a la vida privada, por encontrar que sus ideas políticas se oponían completamente con las de él. Y como gerente de una importante casa de comercio de la ciudad de Guayaquil, vio transcurrir algunos años. El 24 de julio de 1859 Icaza fue enviado como cónsul ante la Nueva Granada (Colombia), y el 5 de agosto de 1859 ocupó nuevamente el cargo de Gobernador del Guayas.
Fue miembro de la “Sociedad Científica y Literaria” del Guayas, y del Consejo Académico en 1862. En 1863 actuó como Juez Consular de Comercio de Guayaquil. Fue Secretario del Concejo Cantonal de Guayaquil en 1869.
El 24 de noviembre de 1869 el presidente de la República Gabriel García Moreno por Decreto Ejecutivo nombra a Icaza administrador de la Caja de Ahorros de Guayaquil. Fue miembro del Directorio del Banco de Crédito Hipotecario en 1872.
En el año de 1875 después del asesinato de Gabriel García Moreno, su nombre fue propuesto para ser candidato a la presidencia, distinción que declinó poniendo en manifiesto una vez más la modestia que lo caracterizaba; y considerando que el país atravesaba momentos muy difíciles y delicados en su política interna, pidió a sus amigos y a quienes promovían su candidatura que dieran todo su apoyo al Dr. Antonio Borrero Cortázar, quien en efecto resultó electo. 
En 1876 el Dr. Antonio Borrero Cortázar ya en la presidencia y siendo conocedor de las altas prendas que Icaza poseía, dispuso y fue uno de sus primeros actos oficiales, lo nombró Ministro de Hacienda, cargo que no aceptó, pero si el de Gobernador de la provincia del Guayas, cargo en el que sirvió hasta agosto de 1876.
Una vez concluido su servicio como Gobernador, se dirige a Quito para ocupar el puesto de Ministro del Interior y Relaciones Exteriores, para lo cual había sido llamado por el Dr. Antonio Borrero Cortázar. Dignidad que no llegó a ocupar por haber estallado en Guayaquil la revolución del 8 de septiembre de 1876, que, acaudillada por el comandante general de la plaza de Guayaquil, general Ignacio de Veintimilla puso fin a dicho gobierno.
La administración del general Ignacio de Veintimilla en sus varias fases viendo que Icaza se había alejado completamente del escenario político, trato primero de modo directo, y por segunda mano después trato repetidas veces de atraer a Icaza a su círculo, con ofrecimiento de elevadas magistraturas.
Se alejó entonces de toda actividad pública hasta que la segunda dictadura veintimillista fue derrocada en Guayaquil el 9 de julio de 1883. Se dividió el gobierno del país en tres secciones, fue una de ellas Jefe Supremo del Guayas el Sr. Pedro Carbo y designó a Icaza como Secretario General de esta jefatura, puesto de difícil desempeño, dadas las circunstancias anormales que atravesaba la República, y en que puso en relieve, con general admiración, las eximias dotes que, como hombre de estado lo abonaban. Cargo que desempeñó con el patriotismo y el sacrificio que lo distinguían. El 10 de septiembre de 1883 Icaza instauró causa judicial por asalto al banco del Ecuador.
Donó a la ciudad de Guayaquil grandes porciones de suelo en que hoy se asienta parte de ella. En 1883 Icaza fue nombrado Ministro General de la Jefatura Suprema del Guayas.
En noviembre de 1883, el entonces presidente de la república José María Plácido Caamaño, como una de sus primeras disposiciones administrativas fue conferir a Icaza el nombramiento de Tesorero de Hacienda de la provincia del Guayas, funciones en las que actuó hasta el día de su fallecimiento el 31 de enero de 1885.
Se hace expectable por su gran pericia en asuntos gubernamentales, y por su vivo y bien encaminado patriotismo. En su larga carrera supo armonizar su conducta con el glorioso nombre que llevaba.

## Cargos Ocupados[6]
- Diputado por Guayaquil 1852
- Ministro de Hacienda 1855-1856-1857-1875
- Jefe Supremo de la República 1875
- Gobernador del Guayas 1875-1876
- Secretario General del Gobierno de Guayaquil 1883
- Tesorero de Hacienda del Guayas 1883-1885
- Secretario del Concejo Cantonal de Guayaquil 1869.
- Concejal de Guayaquil en 1890
- Tesorero Fiscal de Guayaquil en 1883-85